# Ibis zielony
Ibis zielony (Mesembrinibis cayennensis) – gatunek ptaka z rodziny ibisów (Threskiornithidae), zamieszkujący Amerykę Centralną i Południową. Pióra ma ciemnozielone z połyskiem. Dziób zielony, nogi krótkie. Dzięki nastroszonym piórom na szyi sprawia ona wrażenie grubej. Zwykle spotykany samotnie lub w parach. Ostrożny, żeruje na błotnistym dnie lasu, często przesiaduje na drzewach.
SystematykaJedyny przedstawiciel rodzaju Mesembrinibis. Nie wyróżnia się podgatunków.
RozmiaryDługość ciała 48–58 cm; masa ciała 715–785 g.
Zasięg, środowiskoZamieszkuje tereny od wschodniego Hondurasu do Paragwaju, północno-wschodniej Argentyny i południowo-wschodniej Brazylii. Zalesione tereny w pobliżu rzek oraz bagna. Rzadki na otwartych mokradłach.
PożywienieW skład jego pożywienia wchodzą owady, robaki, małe ślimaki i niektóre rośliny.
StatusMiędzynarodowa Unia Ochrony Przyrody (IUCN) uznaje ibisa zielonego za gatunek najmniejszej troski (LC – Least Concern) nieprzerwanie od 1988 roku. Trend liczebności populacji uznawany jest za spadkowy.